# Tatjana Brnović
Tatjana Brnović (serbisch-kyrillisch Татјана Брновић; geboren am 9. November 1998 in Cetinje) ist eine montenegrinische Handballspielerin.

## Vereinskarriere
Im Alter von zehn Jahren wurde sie beim Spielen auf dem Schulhof in Podgorica von Talentsichtern entdeckt.
Tatjana Brnović spielte zunächst in ihrer Heimat bei ŽRK Danilovgrad, im Jahr 2017 wechselte sie zu ŽRK Budućnost Podgorica. Im November 2020 zog sie sich im Training eine schwere Schulterverletzung zu und musste ein halbes Jahr pausieren. Bei ŽRK Budućnost Podgorica, mit dem sie mehrfach die montenegrinische Meisterschaft gewann, hatte sie einen Vertrag bis Sommer 2023, bat den Verein aber im Februar 2022 um vorzeitige Entlassung, um zum russischen Verein GK Rostow am Don wechseln zu können.
Sie erhielt einen ab März 2022 geltenden Zwei-Jahres-Vertrag bei GK Rostow am Don; nachdem der Verein aber wegen des russischen Überfalls auf die Ukraine 2022 von europäischen Wettbewerben ausgeschlossen wurde, verlieh er Brnović im März 2022 zunächst an den slowenischen Verein Rokometni Klub Krim und im Mai 2022 für ein Jahr an den französischen Verein Brest Bretagne Handball. Im Sommer 2023 kehrte sie zum Rokometni Klub Krim zurück. Mit Krim gewann sie 2024 und 2025 die slowenische Meisterschaft sowie 2025 den slowenischen Pokal. Ab der Saison 2025/26 wird sie beim rumänischen Erstligisten CSM Bukarest unter Vertrag stehen.
Mit den Teams aus Danilovgrad, Podgorica, Ljubljana sowie aus Brest nahm sie an internationalen Vereinswettbewerben teil.

## Auswahlmannschaften
Tatjana Brnović steht im Aufgebot der Nationalmannschaft Montenegros. Sie nahm mit der Auswahl an der Weltmeisterschaft 2017, der Europameisterschaft 2018, der Weltmeisterschaft 2019, den Olympischen Sommerspielen 2020 (2021), der Weltmeisterschaft 2021, sowie an der Europameisterschaft 2022 teil, bei der sie mit Montenegro die Bronzemedaille gewann. Im Turnierverlauf erzielte Brnović 18 Treffer. Bei der Weltmeisterschaft 2023, die sie mit Montenegro auf dem siebten Platz abschloss, erzielte sie 27 Treffer.